# Seznam členů Revolučního národního shromáždění
Toto je seznam členů Revolučního národního shromáždění, které fungovalo jako nejvyšší zákonodárný sbor Československa od roku 1918 do voleb v roce 1920.

## Abecední seznam poslanců
Včetně poslanců, kteří nabyli mandát až dodatečně jako náhradníci (po rezignaci či úmrtí předchozího poslance). V závorce uvedena stranická příslušnost.

### A–H
- Ludvík Aust (ČSSD)
- Josef Babánek (agr.)
- JUDr. Theodor Bartošek (ČSS)
- František Bařina (ČSL)
- JUDr. Ľudovít Bazovský (slovenská reprezentace)
- Ing. Bohdan Bečka (nár. dem.)
- Rudolf Bechyně (ČSSD)
- JUDr. Matej Metod Bella (slovenská reprezentace)
- Ferdinand Benda (slovenská reprezentace)
- PhDr. Edvard Beneš
- Rudolf Beran (agr.)
- Bedřich Bezděk (ČSL)
- František Biňovec (ČSSD)
- MUDr. Pavel Blaho (slovenská reprezentace)
- Dr. Ing. Ján Botto (slovenská reprezentace)
- JUDr. Václav Bouček (pokrok.)
- JUDr. Jaroslav Brabec (nár. dem.)
- Bohumír Bradáč (agr.)
- Jozef Branecký (slovenská reprezentace)
- JUDr. Ján Brežný (slovenská reprezentace)
- Vilém Brodecký (ČSSD)
- Karel Brožík (ČSSD)
- ThDr. Jozef Buday (slovenská reprezentace)
- JUDr. Jaroslav Budínský (nár. dem.)
- Hynek Bulín (nár. dem.)
- Edmund Burian (ČSSD)
- Ján Burjan (slovenská reprezentace)
- František Buříval (ČSS)
- Petr Cingr (ČSSD)
- František Čapka (ČSL)
- Felix Časný (ČSSD)
- Josef Černý (agr.)
- Vratislav Černý (nár. dem.)
- Ervín Červinka (ČSL)
- Vojtěch Čipera (nár. dem.)
- Vladimír Čobrda (slovenská reprezentace)
- Antonín Čuřík (ČSL)
- Samo Daxner (slovenská reprezentace)
- Karel Dědic (ČSSD)
- JUDr. Ivan Dérer (slovenská reprezentace)
- Ondrej Devečka (slovenská reprezentace)
- Josef Dolanský (ČSL)
- Václav Donát (agr.)
- Vladimír Drobný (ČSS)
- Jan Dubický (agr.)
- Ján Duchaj (slovenská reprezentace)
- Matúš Dula (slovenská reprezentace)
- Cyril Dušek (pokrok.)
- Jan Dvořák (agr.)
- Viktor Dyk (nár. dem.)
- Božena Ecksteinová-Hniličková (ČSSD)
- Karel Engliš (nár. dem.)
- Vladimír Fáček (nár. dem.)
- Karel Fajfrlík (nár. dem.)
- Jan Filipinský (ČSSD)
- Bohumil Fischer (nár. dem.)
- Richard Fischer (nár. dem.)
- Bohumil Fischer (pokrok.)
- PhDr. Emil Franke (ČSS)
- Bohuslav Franta (nár. dem.)
- Václav Freiman (ČSS)
- Gustav Habrman (ČSSD)
- PhDr. Antonín Hajn (nár. dem.)
- Ivan Hálek (slovenská reprezentace)
- Ján Halla (slovenská reprezentace)
- Antonín Hampl (ČSSD)
- Vladimír Hatlák (nár. dem.)
- Ferdinand Heidler (ČSS)[1]
- Gustav Heidler (ČSS)
- Arnošt Heinrich (nár. dem.)
- Jan Herben (nár. dem.)
- Msgre. Andrej Hlinka (slovenská reprezentace)
- PhDr. František Hnídek (agr.)
- PhDr. Milan Hodža (slovenská reprezentace)
- František Holejšovský (ČSS)
- Cyril Horáček (agr.)
- Adolf Horvát (slovenská reprezentace)
- Fedor Houdek (slovenská reprezentace)
- František Houser (ČSSD)
- František Hrdlička (ČSSD)
- Otmar Hrejsa (agr.)
- Jan Hrizbyl (ČSS)
- Jan Hrouda (ČSS)
- Mořic Hruban (ČSL)
- Igor Hrušovský (slovenská reprezentace)
- Otakar Hübner (agr.)
- Josef Hucl (agr.)
- Josef Hudec (ČSSD)
- František Hummelhans (ČSSD)
- Pavol Országh Hviezdoslav (slovenská reprezentace)
- Andrej Hvizdák (slovenská reprezentace)
- Josef Hybeš (ČSSD)
- František Hybš (agr.)
- Josef Hyrš (agr.)

### Ch–R
- František Chaloupka (agr.)
- Methoděj Charvát (ČSSD)
- Anna Chlebounová (agr.)
- Jozef Cholek (slovenská reprezentace)
- Antonín Chroustovský (agr.)
- Milan Ivanka (slovenská reprezentace)
- Bohumil Jakubka (ČSSD)
- Ján Janček (slovenská reprezentace)
- Arnold Janda (nár. dem.)
- Juraj Janoška (slovenská reprezentace)
- Rudolf Jaroš (ČSSD)
- František Jehlička (slovenská reprezentace)
- Jan Jílek (ČSL)
- Alois Jirásek (nár. dem.)
- Ferdinand Jirásek (ČSSD)
- Václav Johanis (ČSSD)
- Karel Jonáš (agr.)
- ThDr. Ferdiš Juriga (slovenská reprezentace)
- Alois Kaderka (ČSL)
- Josef Kadlčák (ČSL)
- Antonín Kalina (nár. dem.)
- Irena Káňová (ČSSD)
- Josef Klega (agr.)
- Ján Kliešek (slovenská reprezentace)
- Ferdinand Klindera (agr.)
- Václav Klofáč (ČSS)
- Antonín Klouda (ČSS)
- ThDr. Karol Kmeťko (slovenská reprezentace)
- Františka Kolaříková (ČSSD)
- ThDr.Msgre Alois Kolísek (slovenská reprezentace)
- Jan Koloušek (nár. dem.)
- Alois Konečný (ČSS)
- Julius Kopeček (ČSS)
- ThDr. František Kordač (ČSL)
- Josef Kouša (ČSSD)
- Ján Kovalik (slovenská reprezentace)
- Bartoloměj Král (nár. dem.)
- JUDr. Karel Kramář (nár. dem.)
- František Krejčí (ČSS)
- František Václav Krejčí (ČSSD)
- František Kroiher (agr.)
- Otakar Krouský (pokrok.)
- Josef Kříž (ČSSD)
- Andrej Kubál (slovenská reprezentace)
- Josef Kubíček (agr.)
- Jaroslav Kvapil (nár. dem.)
- Jan Kvidera (ČSS)
- Vojtěch Kyjovský (agr.)
- Ondřej Kypr (agr.)
- Luisa Landová-Štychová (ČSS)
- Rudolf Laube (ČSS)
- Emanuel Lehocký (slovenská reprezentace)
- PhDr. František Lukavský (nár. dem.)
- Josef Lukeš (agr.)
- Josef Svatopluk Machar (nár. dem.)
- Vladimír Makovický (slovenská reprezentace)
- Rudolf Malík (agr.)
- František Malínský (nár. dem.)
- Jan Malkus (agr.)
- Jan Malypetr (agr.)
- Jaroslav Marek (ČSSD)
- František Mareš (nár. dem.)
- JUDr. Ivan Markovič (slovenská reprezentace)
- Ján Maršalko (slovenská reprezentace)
- Alice Masaryková (slovenská reprezentace)
- František Mašata (agr.)
- Josef Mašek (ČSL)
- dr. Josef Matoušek (nár. dem.)
- Jaroslav Mattuš (nár. dem.)
- Prokop Maxa (pokrok.)
- Gustav Mazanec (ČSL)
- Karel Mečíř (agr.)
- Karol Medvecký (slovenská reprezentace)
- Ľudovít Medvecký (slovenská reprezentace)
- Jan Měchura (agr.)
- JUDr. Alfréd Meissner (ČSSD)
- Rudolf Merta (ČSSD)
- Jindřich Metelka (nár. dem.)
- Ján Mitrovčák (slovenská reprezentace)
- František Mlčoch (ČSL)
- Rudolf Mlčoch (ČSSD)
- František Modráček (ČSSD)
- JUDr. Karel Moudrý (pokrok.)
- Václav Myslivec (ČSL)
- Robert Nádvorník (ČSSD)
- František Navrátil (ČSL)
- Gustav Navrátil (nár. dem.)
- Dominik Nejezchleb-Marcha (agr.)
- Otakar Nekvasil (nár. dem.)
- Antonín Němec (ČSSD)
- Bohumil Němec (nár. dem.)
- František Němec (agr.)
- Václav Němeček (ČSSD)
- Josef Netolický (ČSS)
- Stanislav Kostka Neumann (ČSS)
- Jan Nohel (nár. dem.)
- JUDr. František Nosek (ČSL)
- Antonín Novák (ČSSD)
- Ing. Ladislav Novák (nár. dem.)
- Karel Novotný (ČSL)
- Ľudovít Okánik (slovenská reprezentace)
- František Okleštěk (agr.)
- Jozef Oktávec (slovenská reprezentace)
- Štefan Onderčo (slovenská reprezentace)
- Imrich Parák (slovenská reprezentace)
- Viliam Pauliny (slovenská reprezentace)
- Petr Pavlán (ČSSD)
- Jan Pelikán (ČSS)
- František Petrovický (nár. dem.)
- Ján Petrovič (slovenská reprezentace)
- Luděk Pik (ČSSD)
- Maxmilian Pilát (agr.)
- Rudolf Pilát (slovenská reprezentace)
- Jaroslav Plicka (ČSS)
- Ján Pocisk (slovenská reprezentace)
- Dušan Porubský[2]
- Ing. Bedřich Pospíšil (ČSL)
- Karel Prášek (agr.)
- Jaroslav Preiss (nár. dem.)
- Jan Prokeš (ČSSD)
- Adolf Prokůpek (agr.)
- Eliška Purkyňová (nár. dem.)
- František Rambousek (ČSS)
- Alois Rašín (nár. dem.)
- Václav Rebš (nár. dem.)
- Rudolf Rolíček (agr.)
- Bohuslav Rosenkranc (nár. dem.)
- Josef Rotnágl (slovenská reprezentace)
- Jaroslav Rouček (ČSSD)
- Ján Rumann (slovenská reprezentace)
- Ján Ružiak (slovenská reprezentace)
- Jaroslav Rychtera (agr.)
- Jan Rýpar (ČSL)

### S–Z
- Karel Sáblík (agr.)
- Václav Sedláček (ČSL)
- Josef Sechtr (agr.)
- Josef Scheiner (nár. dem.)
- Josef Schieszl (nár. dem.)
- František Sís (nár. dem.)
- Jozef Sivák (slovenská reprezentace)
- Jiří Skorkovský (ČSS)
- Valentin Skurský (ČSSD)
- Antonín Sládek (nár. dem.)
- Václav Sladký (ČSS)
- Jan Slavíček (ČSS)
- Antonín Slavík (agr.)
- Juraj Slávik (slovenská reprezentace)
- Josef Smrtka (agr.)
- Karel Stanislav Sokol (nár. dem.)
- Kuneš Sonntag (agr.)
- Juraj Sopko (slovenská reprezentace)
- František Soukup (ČSSD)
- Antonín Srba (ČSSD)
- MUDr. Otakar Srdínko (agr.)
- Jan Srnec (ČSS)
- dr. František Staněk (agr.)
- Josef Stivín (ČSSD)
- Kornel Stodola (slovenská reprezentace)
- Antonín Cyril Stojan (ČSL)
- Viktor Stoupal (agr.)
- Adolf Stránský (nár. dem.)
- Jaroslav Stránský (nár. dem.)
- Jiří Stříbrný (ČSS)
- Antonín Svěcený (ČSSD)
- František Svoboda (ČSSD)
- Karel Svoboda (agr.)
- Josef Svozil (ČSS)
- Ladislav Syllaba (nár. dem.)
- František Šabata (ČSL)
- Josef Šáda (ČSSD)
- Přemysl Šámal (nár. dem.)
- Josef Šamalík (ČSL)
- Vincenc Ševčík (ČSL)
- Josef Šolle (ČSL)
- Jaromír Špaček (nár. dem.)
- Josef Špaček (agr.)
- Emil Špatný (ČSS)
- ThDr.h.c. Jan Šrámek, Msgre. (ČSL)
- Vavro Šrobár (slovenská reprezentace)
- Anton Štefánek (slovenská reprezentace)
- Milan Rastislav Štefánik (slovenská reprezentace)
- Martin O. Štěpánek (ČSSD)
- Dr.h.c. Antonín Švehla (agr.)
- Rudolf Tayerle (ČSSD)
- Josef Teska (ČSSD)
- Florian Tománek (slovenská reprezentace)
- František Tomášek (ČSSD)
- Josef Tomášek (agr.)
- Alois Tučný (ČSS)
- Vlastimil Tusar (ČSSD)[3]
- František Udržal (agr.)
- PhDr. Doc. Antonín Uhlíř (pokrok.)
- Josef Ulrich (ČSSD)
- MUDr. Jindřich Urbánek (ČSS)
- Simeon Vacula (agr.)
- Antonín Vahala (agr.)
- František Valoušek (ČSL)
- Karel Vaněk (ČSSD)
- Ludvík Vaněk (nár. dem.)
- Ján Vanovič (slovenská reprezentace)
- MUDr. Alois Velich (agr.)
- František Veselý (pokrok.)
- Jan Veselý (nár. dem.)
- Ferdinand Veverka (ČSS)
- Božena Viková-Kunětická (nár. dem.)
- Karel Viškovský (agr.)
- Jaroslav Vlček (slovenská reprezentace)
- Otakar Vochoč (pokrok.)
- Miloš Vojta (agr.)
- František Votruba (slovenská reprezentace)
- Vilém Votruba (nár. dem.)
- Josef Vraný (agr.)
- Bohuslav Vrbenský (ČSS)
- Ondřej Wachtfeidl (agr.)
- JUDr. František Weyr (nár. dem.)
- JUDr. Lev Winter (ČSSD)
- JUDr. Zikmund Witt (ČSSD)
- Isidor Zahradník (agr.)
- Josef Záruba-Pfeffermann (slovenská reprezentace)
- Ludmila Zatloukalová-Coufalová (agr.)
- Vojtěch Zavadil (ČSSD)
- Metoděj Jan Zavoral (ČSL)
- Václav Zbořil (ČSL)
- Antonín Zeman (nár. dem.)
- Františka Zeminová (ČSS)
- František Zíka (agr.)
- Samuel Zoch (slovenská reprezentace)
- Milan Žuffa (slovenská reprezentace)

## Vysvětlivky zkratek a pojmů
- agr.: Republikánská strana čs. venkova (agrárníci)
- ČSL: Československá strana lidová
- ČSS: Československá strana socialistická (pozdější národní socialisté)
- ČSSD: čs. sociální demokraté
- nár. dem.: Československá národní demokracie
- pokrok.: Československá strana pokroková
- slovenská reprezentace: klub slovenských poslanců (slovenští poslanci se ještě nedělili podle stranických klubů)[4]